# Daichi Hashimoto
Pour les articles homonymes, voir Hashimoto.
Daichi Hashimoto (橋本 大地, Hashimoto Daichi) (né le 13 avril 1992 dans la Préfecture de Kanagawa), est un catcheur (lutteur professionnel) japonais connu pour son travail à la Big Japan Pro Wrestling.
Il est le fils aîné du catcheur Shinya Hashimoto et commence sa carrière en 2009 à la Pro Wrestling Zero1, la fédération qu'a fondé son père.

## Jeunesse
Hashimoto est le fils aîné de Shinya Hashimoto, un célèbre catcheur et le fondateur de la Pro Wrestling Zero1,et fait du karaté à l'école. Son père meurt le 11 juillet 2005 mais Daichi souhaite suivre la même voie que son père. Il apparaît en mars 2008 au cours d'un spectacle de la Pro Wrestling Zero1 où Shinsuke Nakamura lui remet l'ancienne ceinture de champion poids lourd International Wrestling Grand Prix que son père a détenu.

## Carrière de catcheur

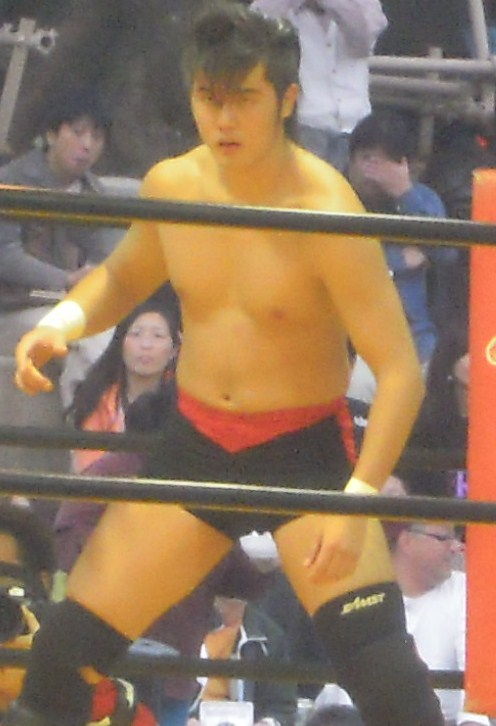
Daichi Hashimoto.

### Pro Wrestling Zero1 (2009-2015)
Hashimoto débute à la Pro Wrestling Zero1 (Zero1) le 21 septembre 2009 lors de ZERO1 Shinya Hashimoto 25th Anniversary célébrant les 25 ans du début de la carrière de son père. Ce jour-là, il bat Satoshi Kobayashi dans un match de kickboxing d'exhibition.
Courant 2010, Hashimoto entre au dojo de la Zero1 pour devenir catcheur. Sa carrière débute véritablement le 6 mars 2011 où il perd un match face à Masahiro Chōno. Il fait fréquemment équipe avec Shinjiro Otani et ils tentent sans succès de devenir champions par équipes intercontinental de la National Wrestling Alliance (NWA) après leur défaite face à KAMIKAZE et Kohei Sato le 27 août. En décembre, il fait équipe avec Akebono durant le tournoi Furinkazan Tag League 2011. Ils terminent troisième de la phase  de groupe avec deux victoires et ne participent pas à la finale.

### Pro Wrestling NOAH (2012)
Hashimoto participe avec Shinjiro Otani au tournoi Global Tag League qui a lieu en avril. Ils terminent 5e de la phase de groupe et ne participent pas à la finale.

### All Japan Pro Wrestling (2011-...)
Le 17 mars 2011, la All Japan Pro Wrestling tient une conférence de presse pour annoncer les matchs pour Pro-Wrestling Love in Ryogoku Vol. 11. Ce jour-là, on annonce la venue d'Hashimoto à la AJPW qui va affronter Keiji Mutō. Ce combat a lieu quatre jours plus tard et Mutō l'emporte.
Le 20 aout 2016, lui et Jun Akiyama perdent contre Strong BJ (Daisuke Sekimoto et Yuji Okabayashi) et ne remportent pas les AJPW World Tag Team Championship.

### Inoki Genome Federation (2014-...)
Il participe ensuite au GENOME-1 2015 Nagoya Tournament, il bat Raj Singh lors du premier tour, mais il perd contre Hideki Suzuki lors du second tour et est éliminé du tournoi.

### Big Japan Pro Wrestling (2015-...)
Le 17 décembre, il remporte son tout premier titre lorsqu'il bat Hideki Suzuki et remporte le BJW World Strong Heavyweight Championship.

## Palmarès
- Big Japan Pro Wrestling
  - 2 fois BJW World Strong Heavyweight Championship
  - 3 fois BJW Tag Team Championship avec Hideyoshi Kamitani
  - 4 fois Yokohama Shopping Street 6-Man Tag Team Championship avec Ryuichi Kawakami et Hideyoshi Kamitani (1), Daisuke Sekimoto et Hideyoshi Kamitani (2), et Hideyoshi Kamitani et Yuya Aoki (1)
  - Saikyo Tag League (2017, 2020) avec Hideyoshi Kamitani
  - Ikkitousen Strong Climb (2020)